# Барабан Дрейка
Барабан Дрейка (англ. Drake's Drum) — малый (или военный) барабан, в своё время принадлежавший знаменитому английскому мореплавателю и корсару сэру Френсису Дрейку.
Согласно легенде, барабан Дрейка обладает волшебными свойствами и звучит сам по себе, когда Англия участвует в войнах или во время других знаменательных государственных событий.

## История
Утверждается, что Дрейк брал барабан, украшенный своим гербом, в кругосветное путешествие, продлившееся с 1577 по 1580 год.
Барабан по-прежнему был с ним и во время его последнего путешествия. В 1596 году, на побережье Панамы, лежа на смертном одре, Дрейк приказал отослать барабан к себе домой и, если над Англией нависнет угроза, исполнить на барабане призывную дробь. Немедленно после этого пират восстанет из мертвых и защитит родину.
После смерти Дрейка барабан действительно вернули в Баклэнд-Эбби, усадьбу семьи Дрейка в Девоншире, где он и находится до сих пор. В настоящее время усадьба принадлежит Национальному фонду Великобритании, а барабан является одним из экспонатов открытой для всех желающих выставки.

## Легенда
Барабан Дрейка вошёл в английский фольклор, изначально являясь одной из вариаций классической легенды «Король под горой». Однако с годами эта легенда несколько видоизменилась: считается, что в случае угрозы Англии или во время других значительных государственных событий барабан начинает отбивать дробь сам по себе.
В частности, утверждается, что бой барабана слышали:
- в 1620 году, когда барк «Мэйфлауер» отправился из Плимута в Америку;
- когда адмирал Нельсон был избран почетным гражданином Плимута;
- в 1815 году, когда после битвы при Ватерлоо в Плимут доставили плененного Наполеона;
- в 1914 году, когда началась Первая мировая война;
- в 1918 году, когда после завершившего Первую мировую войну перемирия германский флот вошел в Скапа-Флоу, чтобы сдаться на милость победителей, в недрах британского линкора «Royal Oak» вдруг раздалась раскатистая барабанная дробь. Корабль обыскали — сперва дважды офицеры, а после самолично капитан — но обнаружить на борту барабанщика не сумели.
- в июне 1940 года во время эвакуации войск из Дюнкерка в ходе Второй мировой войны.
- Барабан Дрейка во время Второй мировой войны стал эмблемой 45-й пехотной дивизии[англ.].

## В искусстве
- Барабану Дрейка посвящены одноименные поэмы Генри Ньюболта[англ.] и Норы Холланд. Поэма Ньюболта была положена на музыку Чарльзом Стэнфордом.
- О барабане также упоминается в романе Бернарда Корнуэлла «Стрелки Шарпа» (1988).
- Джазовой группе Acoustic Alchemy принадлежит авторство музыкальной композиции «Drake's Drum».